# Араукарія Бідвілла
Араукарія Бідвілла — (Araucaria bidwillii, місцева назва — Бунія-бунія) — вид вічнозелених хвойних дерев з роду араукарія родини араукарієвих. Єдиний представник найдавнішої секції араукарієвих — бунія (Bunya).

## Поширення
В Австралії родина араукарієвих (Araucariaceae) представлена двома родами — араукарія і агатіс. Місцева назва араукарії Бідвілла — «бунія-бунія». Росте на сході Австралії, в Квінсленді, в лісах на тихоокеанському узбережжі. У цієї араукарії досить великий ареал, але популяції нечисленні.

## Араукарія Бідвілла в Україні
У 1843 р. австралійський натураліст і мандрівник Джон Бідвілл, на честь якого названий цей вид, передав декілька екземплярів араукарії в Ботанічний сад К'ю (Англія). Звідси вона поширилася по всій Європі, в тому числі і в Україні. Араукарію Бідвілла мають у своїх колекціях Ботанічний сад імені академіка Олександра Фоміна у Києві (висотою 26 м), Ботанічний сад Львівського університету (висотою понад 20 м), Кам'янець-Подільський ботанічний сад

## Морфологічний опис
Це дводомна рослина, жіночі екземпляри досягають 40-50 м висоти, діаметр стовбура — до 125 см. У дорослих дерев стовбур майже до половини висоти звільнений від гілок. Кора товста, смолиста та темна. Молоді дерева з широкопірамідальною кроною, бічні гілки в колотівках, на кінцях повислі. Листки яйцеподібні з гострим кінцем, у верхній частині крони розташовані спірально, а на бічних пагонах в 2 ряди. Верхня поверхня листя блискуча, з багатьма паралельними жилками, але без кіля, продихні лінії є на всій нижній поверхні листа. Шишки 35 см довжини і масою до 3 кг. Це найбільші шишки серед араукарієвих.

## Застосування
Деревина араукарії високо цінується і використовується в меблевому виробництві.
Насіння їстівне (в шишці їх може бути до 150 шт.).

## Галерея

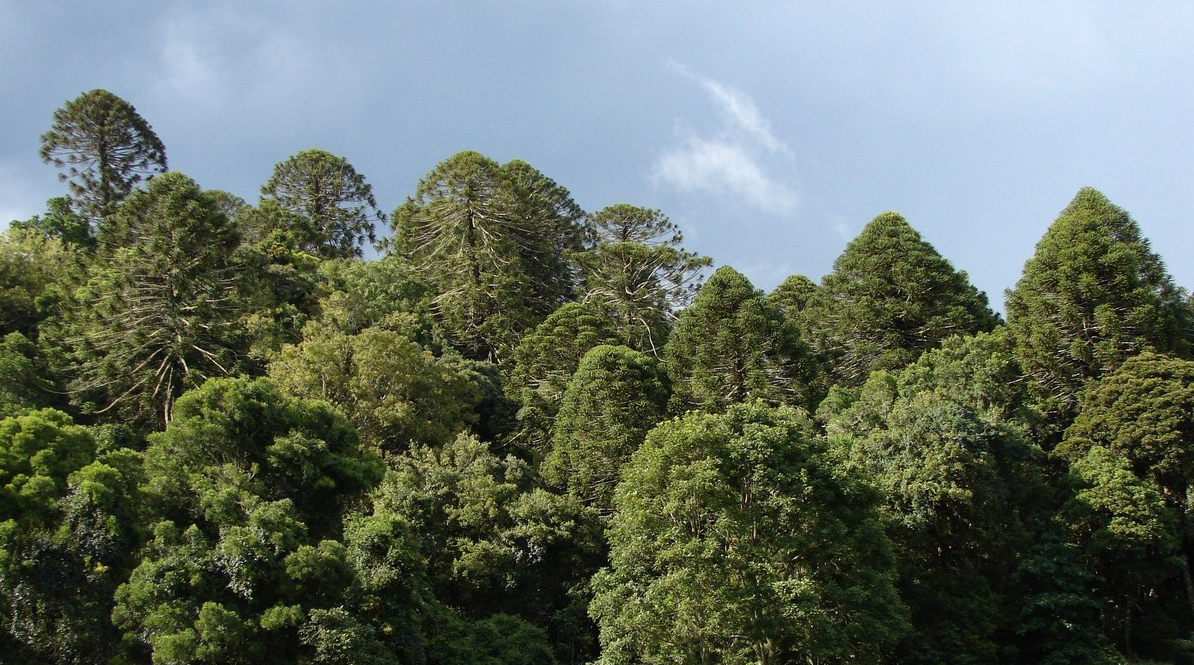
Араукарієвий ліс у Національному парку «Гори Бунія», Квінсленд, Австралія
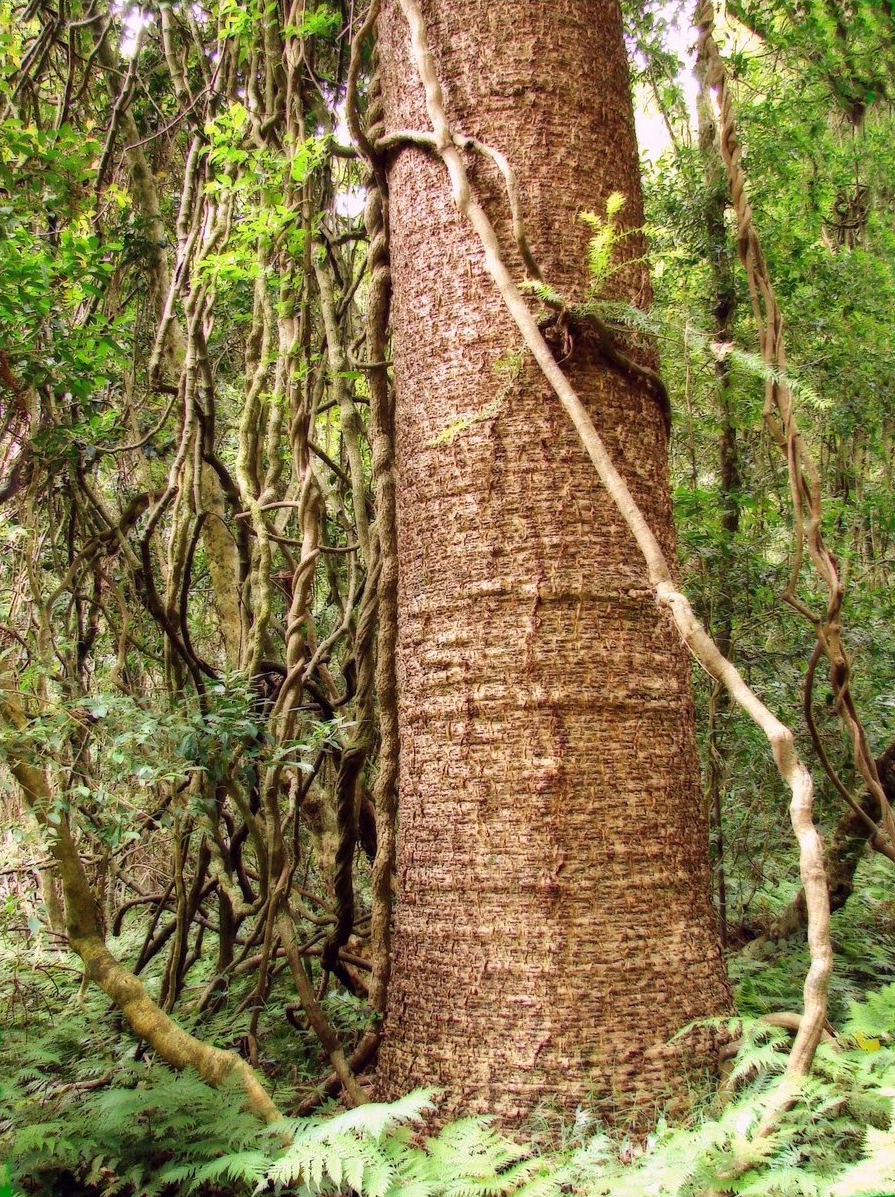
Стовбур араукарії Бідвілла (Австралія)
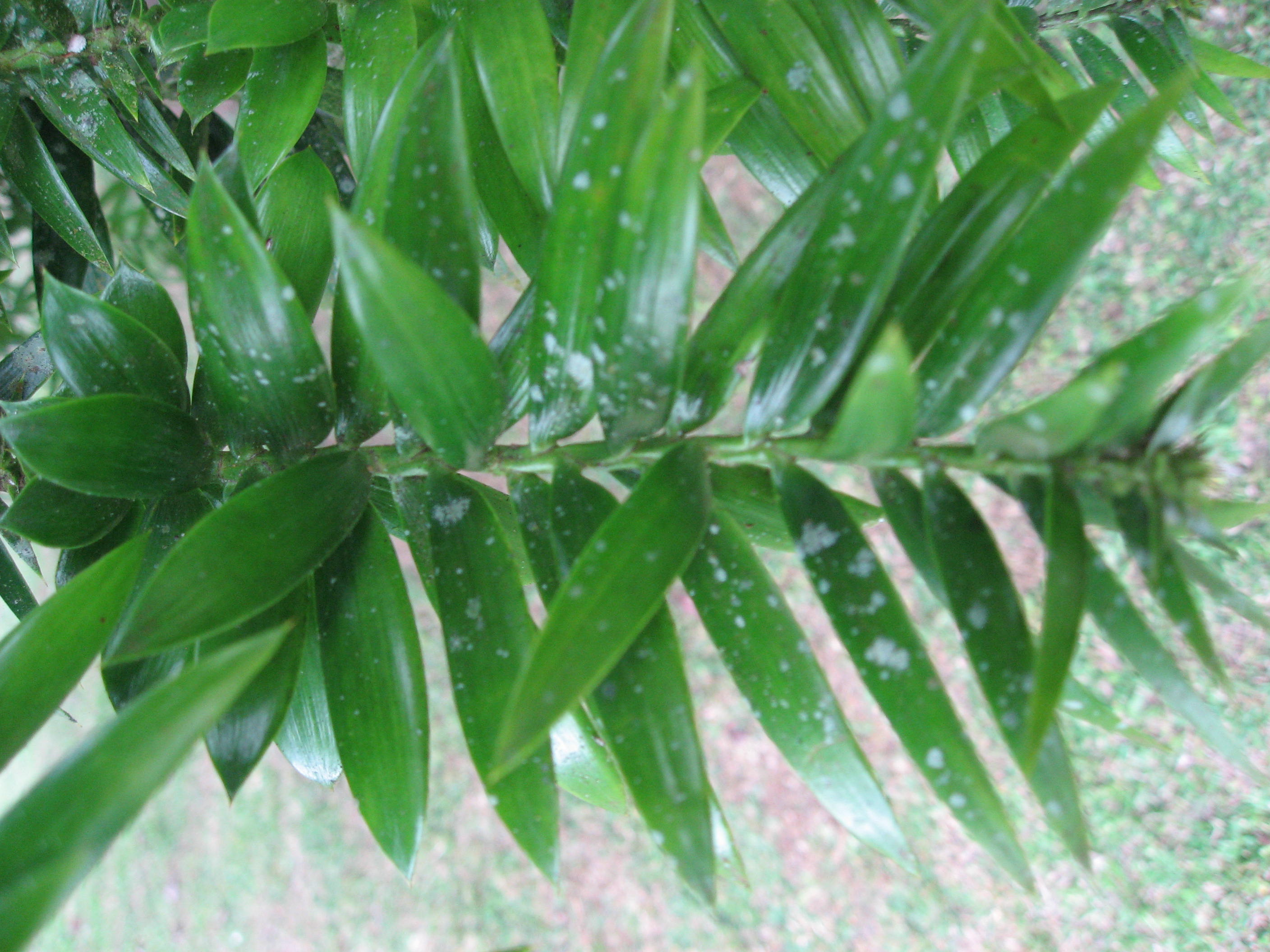
Листя араукарії Бідвілла (Індонезія)
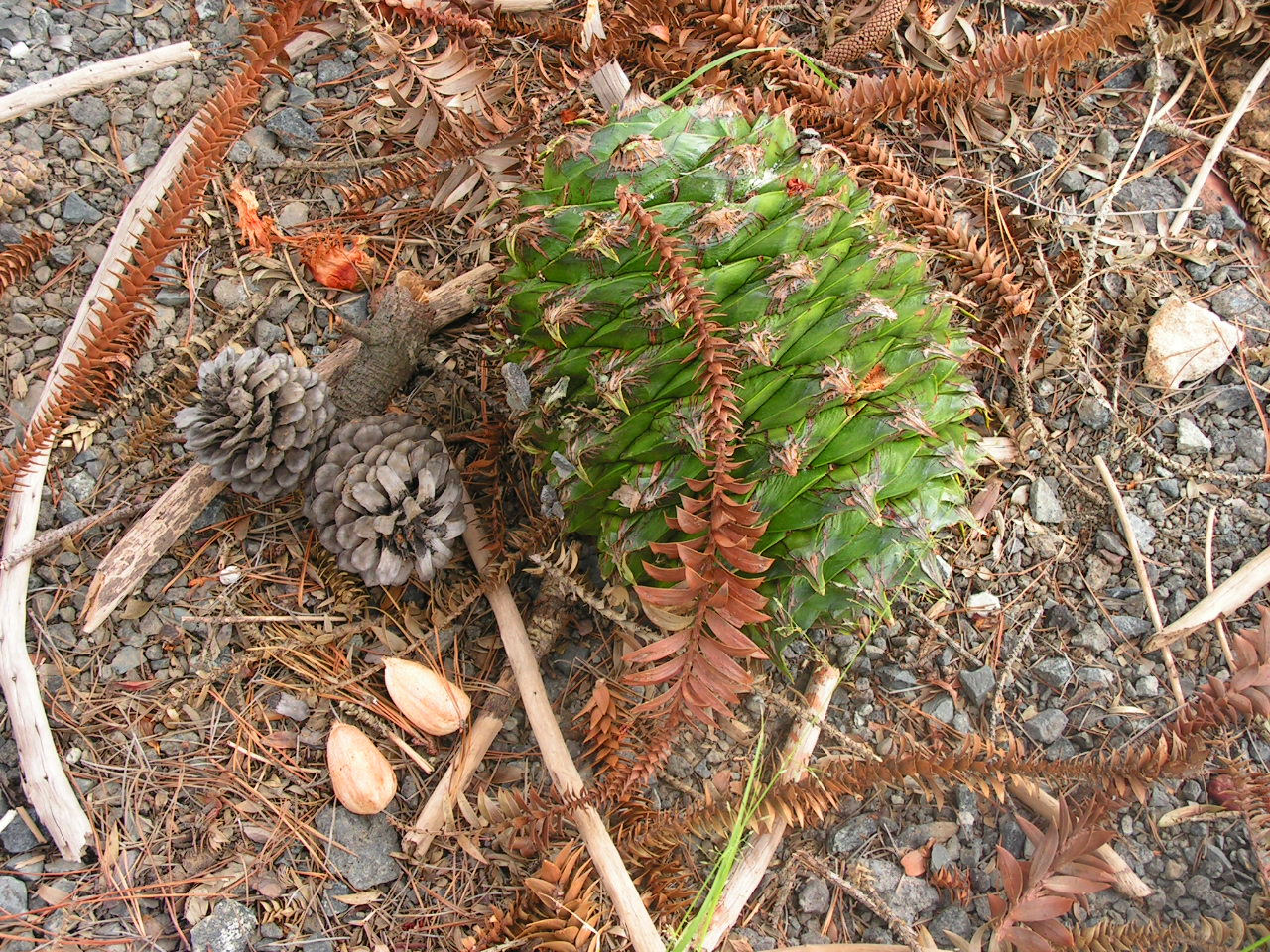
Шишка та насіння араукарії Бідвілла (Австралія)
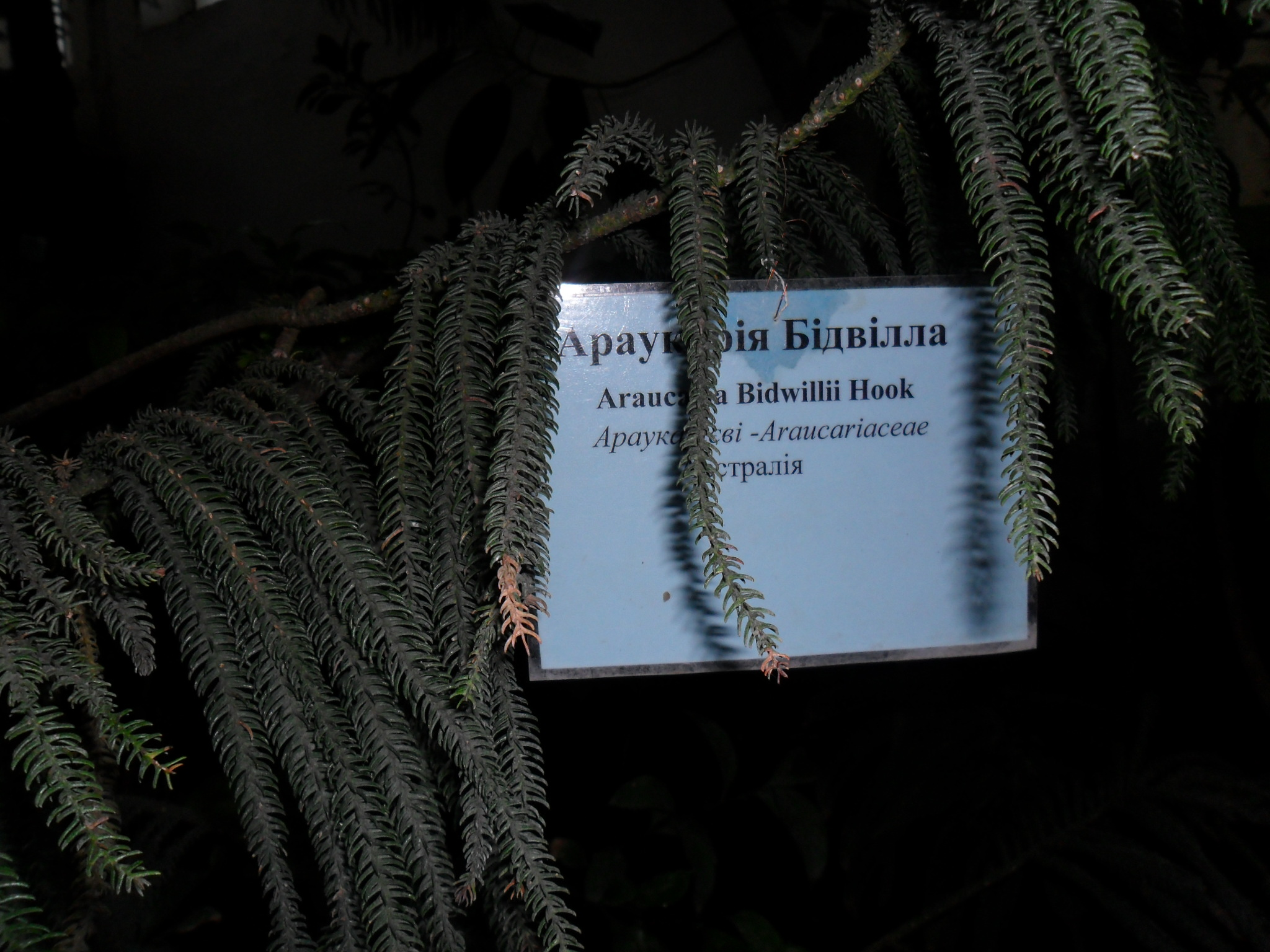
Араукарія Бідвілла в Кам'янець-Подільському ботсаду